# Римокатоличка црква у Азербејџану
Римокатоличка црква у Азербејџану је хришћанска верска заједница у Азербејџану у пуном заједништву с папом, тренутно Фрањом. (стање: 17. октобар 2016. године)

## Историја
У овој исламизираној земљи, римокатоличке мисије су држали од 14. века доминиканци, капуцинери, августинци и исусовци. Деловањем Бартула, доминиканског мисионара из Болоње у 14. и 15. веку, уродило је плодом. 28 насеља у Нахчивану прешло је на римокатолицизам. Упркос тешких односа и притисака Јерменске апостолске цркве, римокатолицизам је у тој области преживело преко три века, након чега је уследио пад и до 1800-их више није било верника.
Долазак руске власти створио је повољније окружје по хришћане. Постало је омиљено одредиште разним хришћанским деноминацијама. Римокатолике су заступали Пољаци који се досељавају у Баку и Шамахи средином 19. века, затим Украјинци, грузијски католици, јерменски источни католици и западни Европљани који су се трајно настанили у Бакуу.
Од 1880-их свештеника који служи село асирских калдејских хришћана Сијакет заређује римокатолички бискуп.
У Бакуу је постојала Црква Безгрешног Зачећа Пресвете Богородице. Стаљин је заповедио да се сруши црква 1931. године. Грађевина више не постоји.
Почетком 20. века у Бакуу је постојала мала заједница Пољака, Немаца и руских досељеника за чије је потребе била саграђена поменута црква 1912. године.
Друга је саграђена у Кусару, клуб пољске регименте. Године 1917. римокатоличка заједница бројала је 2.500 људи. Раних 1930-их је по заповести стаљинистичке власти, убијен једини свештеник ове мале заједнице Стефан Демуров. 1931. године комунистичке власти демолирале су цркву.
Данас броји популацију од 570 месних римокатолика у Азербајџану, према подацима из 2016. године. Азербејџан у потпуности покрива једна апостолска префектура од 2011. године. Опслужују је седморица салезијанаца и још двојица помоћника. Поред њих, овде делује и мисија Мисионарке љубави.